# Neyser Villarreal
Neyser David Villarreal Quiñónes (ur. 24 kwietnia 2005 w Tumaco) – kolumbijski piłkarz występujący na pozycji napastnika, od 2023 roku zawodnik Millonarios.